# Йоркський собор
Йо́ркський собо́р, або Кафедра́льний собо́р Свято́го Петра́ (англ. York Minster) — головний храм Йоркської архідієцезії Англиканської церкви у Йорку, Велика Британія. Це одна з найбільших церков у Північній Європі.

## Історія
Спочатку на місці теперішнього собору зводилися дерев'яні церкви. Першу таку було зведено 627 року за наказом Едвіна, короля Нортумбрії. У 637 році за наказом Освальда, короля Нортумбрії, церкву перебудовано на кам'яну й названо на честь Святого Петра. Вподальшому вона підупала під час численних війн на острові. У 670 році Вікфільд, єпископ Йорку відновив церкву Святого Петра. У 741 році пожежа майже повністю зруйновала церкву. Проте її вдалося доволі швидко відбудувати. Під час навали норманів на чолі із Вільгельмом Завойовником церкву у 1069 році було зруйновано.
У 1070 році архієпископ Томас де Байо наказав розпочати будівництва собору на місці старої церкви. Роботи виконувалися у романському стилі. Втім у значній мірі завадило вторгнення данців на чолі із Кнудом Естрідсеном. Втім вже до 1080 році усі пошкодження було ліквідовано. Тоді собор сягав 111 м завдовжки. У 1137 році пожежа значно пошкодила собор. У 1154 році було перебудовано хори та крипту, зведено каплицю.
У 1215 році новий архієпископ Волтер де Грей вирішив перебудувати собор у готичному стилі. будівництво розпочалося у 1220 році. У 1250-х роках було завершено північний та південний трансепти.
Головну частину собор розпочато у 1260-х роках й завершено у 1297 році. З 1291 до 1350 року будувався центральний неф. Зовнішню частину даху було завершено у 1330-х роках, а внутрішню — у 1360 році. після чого розпочалася перебудова східного крила, хорів й каплиць. Ця робота була завершена у 1405 році. після руйнації у 1407 році центральної вежі були проведені відновлювальні роботи, що завершилися у 1420 році. У 1433–1472 роках було зведено західні вежі. У 1472 році собор було завершено й того ж року освячено.
У подальшому собор значно постраждав під час Реформації в Англії за правління короля Генріха VIII, королеви Єлизавети I, а також Англійської революції. Лише через століття розпочалися реставраційні роботи. Перший етап тривав у 1730–1736 роках, наступний у 1850-х роках. Відновлення також відбувалося у 1960–1970-х роках. Практично повністю реставрація була завершена у 1988 році.

## Архітектура
Йоркський собор має хрестоподібний  план з восьмикутним куполом, з доповненням півночим трансептом, центральною вежей й 2 баштами на західному фасаді. Матеріал: магнезіальний вапняк, каміння кремово-білого кольору. Розміри: 158 м завдовжки, кожна з 3 веж має висоту 60 м. Внутрішня висота хору 31 м.

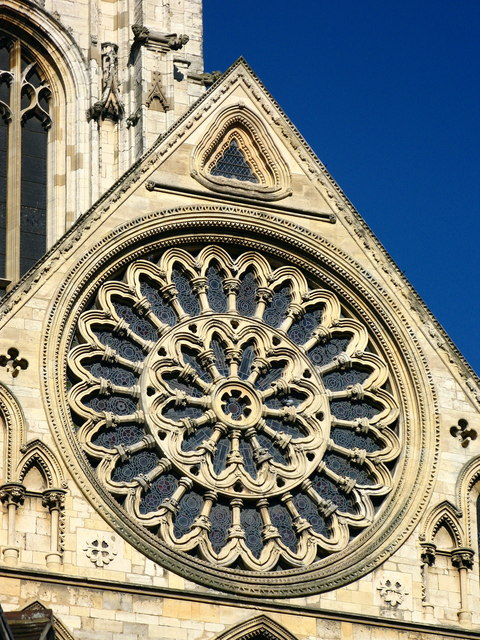
Вітраж «Вікно Роз»

Північний та південний трансепт має стрілчасті вікна, найбільш відомими з яких є «П'ять сестер» (1260 рік) у північному трансепті та «Вікна Роз» (1500 рік) у південному трансепті. Також знаними є «Західні Вікна» (1338 рік), «Святий Вільям» (1422 рік), «Святий Кутберт» (1435 рік). Собор відомий своїми великими та численними вітражними вікнами від 15 до 23 м заввишки. Всього таких вікон 128.
Східне крило та центральну башту собору зведено у перпендикулярному готичному стилі. Дві західні вежі мають годинники та дзвони. найбільший з яких знаходиться у північно-західній вежі (дзвін «Великий Петро» вагою 10, 8 тонн).